# Społeczeństwo obywatelskie
Społeczeństwo obywatelskie – społeczeństwo charakteryzujące się aktywnością i zdolnością do samoorganizacji oraz określania i osiągania wyznaczonych celów bez impulsu ze strony władzy państwowej.
Społeczeństwo obywatelskie potrafi działać niezależnie od instytucji państwowych. Niezależność nie musi oznaczać rywalizacji społeczeństwa z władzą, która występuje zazwyczaj w państwach, w których ustrój polityczny jest sprzeczny z wolą większości obywateli.
Podstawową cechą społeczeństwa obywatelskiego jest świadomość jego członków potrzeb wspólnoty oraz dążenie do ich zaspokajania, czyli zainteresowanie sprawami społeczeństwa (społeczności) oraz poczucie odpowiedzialności za jego dobro.

## Koncepcje społeczeństwa obywatelskiego
Ten ponowoczesny termin wywodzi się z nowoczesnej koncepcji społeczeństwa cywilnego, która pochodzi od klasycznej koncepcji społeczności cywilnej.
Prawdopodobnie terminu tego jako pierwszy użył Arystoteles, później w jego przednowoczesnej formie jako społeczność cywilna posługiwali się nim tacy filozofowie jak Cyceron, Thomas Hobbes, John Locke, Adam Smith (Teoria uczuć moralnych), Jean-Jacques Rousseau (Umowa społeczna) czy Polacy Hugo Kołłątaj, Wincenty Skrzetuski, Hieronim Stroynowski. Jako społeczeństwo cywilne używać zaczęli go nowocześni autorzy Adam Ferguson, Georg Wilhelm Friedrich Hegel (Zasady filozofia prawa), za którym podążyli Alexis de Tocqueville (O demokracji w Ameryce) i Karl Marx.
Koncepcja społeczeństwa obywatelskiego pojawia się w wersji nowożytnej – gdyż, jak niemal wszystkie idee i modele organizacji życia społecznego, można ją odnaleźć w XVII i XVIII-wiecznej angielskiej myśli społecznej, która stworzyła jej fundamenty. Reprezentanci tej koncepcji to Thomas Hobbes, John Locke, a także David Hume. Początkowo społeczeństwo obywatelskie – w rozumieniu tych, którzy je stworzyli i posługiwali się nim – było pojęciem zarówno postulatywnym, jak i opisowym, prezentowało ideały społeczeństwa, które właśnie powstawało w tamtych czasach w Anglii.
W ówczesnym ujęciu społeczeństwo obywatelskie było przeciwstawiane stanowi natury. Człowiek – argumentował Locke – należy do ustanowionego przez Boga porządku natury, ale również do innego, który powstaje w wyniku umowy społecznej, a na tym porządku właśnie wspiera się społeczeństwo obywatelskie.
W następnych stuleciach koncepcję tę rozwijano, ale i znacznie modyfikowano. W wieku XIX czynił to przede wszystkim Georg Wilhelm Friedrich Hegel (1770-1831) – filozof niemiecki, a na początku dwudziestego stulecia Włoch Antonio Gramsci (1891-1937). Ich rozważania, znacznie różniące się między sobą, miały już wyraźnie postulatywny i normatywny charakter. Dotyczyły przede wszystkim tego, jak powinno społeczeństwo być zorganizowane, a nie jakie jest w rzeczywistości.
W systemie heglowskim społeczeństwo obywatelskie stanowiło jeden z trzech elementów systemu społecznego: elementem pierwszym, opartym na podstawach etycznych, była wspólnota narodowa; drugim, odwołującym się do rozumu – państwo (a więc rząd, parlament, opinia publiczna); trzecim zaś właśnie społeczeństwo obywatelskie, które przedstawił jako sieć współzależności związanych z rynkiem. Gramsci także wyróżnił trzy, lecz inne, elementy systemu społecznego: gospodarkę (zdominowaną przez burżuazję), państwo (będące w jej rękach narzędziem przemocy) oraz społeczeństwo obywatelskie, które w jego koncepcji miało realizować się w życiu społecznym, politycznym i kulturalnym, stanowiąc zaporę dla dominacji burżuazji.
W latach następnych idea społeczeństwa obywatelskiego jakby zamiera. Popularność zdobywają natomiast, z jednej strony, idea społeczeństwa demokratycznego, z drugiej zaś – koncepcje i idee jej przeciwstawne: społeczeństw totalitarnych, w wersjach komunistycznej i faszystowskiej.
W latach czterdziestych XX wieku filozof angielski Karl Popper przeformułował koncepcję Bergsona „społeczeństwa otwartego” – jako zakwestionowanie zasad, które przyświecają społeczeństwom totalitarnym, zamkniętym na jakikolwiek dopływ idei sprzecznych z „oficjalną” doktryną, odrzucających racjonalizm i nieskrępowaną przez jedną partię wymianę poglądów.
Dyskusja o społeczeństwie powraca w latach siedemdziesiątych XX wieku w związku z procesami społecznymi, ekonomicznymi i politycznymi zachodzącymi w Europie Środkowej i Wschodniej, przede wszystkim zaś rosnącą w niej tendencją do uwolnienia się od presji ustroju komunistycznego.
Punktem wyjścia do wszelkich rozważań o społeczeństwie obywatelskim jest samorealizujący się człowiek, autonomiczny, akceptujący, a także szukający aprobaty u innych. Bierze on udział w działalności ekonomicznej, kulturalnej, domowej, stowarzyszeniowej i każdej innej, która rodzi się i rozwija w społecznościach lokalnych. Te z kolei są źródłem tego rodzaju inicjatyw, nieograniczanych naciskami władzy o charakterze państwowym. Odwrotnie jest, gdy państwo nie stwarza ram prawnych dla tego rodzaju działalności.
Termin „społeczeństwo” – oznaczający organizację zbiorowości ludzkiej i jej działań – niejednokrotnie uzupełniany bywa najróżniejszymi dodatkowymi określeniami. Czasem mają one charakter neutralny, częściej jednak są to określenia wartościujące.
Termin „społeczeństwo obywatelskie” występuje w obu wspomnianych wyżej znaczeniach: zarówno jako określenie neutralne, jak i wartościujące. To, co obecnie jest nazywane „społeczeństwem obywatelskim”, w przeszłości określano terminem „społeczeństwo cywilne”.

## Społeczeństwo obywatelskie w Polsce
Termin „społeczeństwo obywatelskie” został wprowadzony do języka polskiego w 1949 roku do jednego z tłumaczeń Marksa przez komunistyczny aparat propagandowy. Popularność termin zdobył w 1989 roku, gdy został użyty przez komunistów w celu stłumienia żądań o pełnoprawne i pluralistyczne społeczeństwo polityczne oraz legitymizacji neoliberalnej transformacji. Wbrew potocznym opiniom termin „społeczeństwo obywatelskie” nie był znany antykomunistycznej opozycji. Za czasów pierwszej „Solidarności” nie znano i nie stosowano tego terminu, wypracowując w zamian koncepcję „samorządnej Rzeczpospolitej”. Paweł Załęski rozwija teorię restrukturyzacji systemów opiekuńczych, w myśl której społeczeństwo obywatelskie to neoliberalna ideologia legitymizująca demontaż państwa opiekuńczego na rzecz rozwoju trzeciego sektora, a nie element procesów demokratyzacji.
Warto wspomnieć o specyficznym dla Polski „rozdarciu” przestrzeni publicznej, związanym z długotrwałym przeciwstawieniem sfery samoorganizacji społecznej wrogiemu wobec niej państwu. Przeciwstawienie to zaczęło się kształtować już w XIX wieku, w czasach zaborów, kiedy to aktywność stowarzyszeniowa stała się instrumentem emancypacji narodowej Polaków. W każdej niemal dziedzinie aktywności społecznej – czy chodziło o samopomoc gospodarczą, czy o działalność edukacyjną lub kulturalną, czy o aktywność religijną – istotnymi czynnikami ogniskującymi działania ludzi stały się identyfikacja narodowa oraz kontestacja opresyjnego, wrogiego im systemu.
Ta przepaść pomiędzy państwem i społeczeństwem, będąca w Polsce także przepaścią pomiędzy „obcym” i „własnym”, stała się podstawą dla rozwoju specyficznej szkoły obywatelstwa, utożsamianego z organiczną pracą na rzecz idealnej, wyobrażonej wspólnoty, a zarazem przeciw lub obok narzuconego porządku prawnego i instytucjonalnego. Doświadczenia II wojny światowej, podczas której aktywność społeczna Polaków kanalizowana była w strukturach państwa podziemnego można traktować jako kolejny akt tego procesu.
Hasło to używane jest dziś najczęściej w odniesieniu do sfery aktywności społecznej, która zorientowana jest na realizację dobra wspólnego, rozumianego jako dobro innych, ale nie własne. To zastrzeżenie jest o tyle ważne, że przekłada się na wątpliwości, do jakiego stopnia w przestrzeni społeczeństwa obywatelskiego mieszczą się inicjatywy zorientowane na interesy grupowe lub łączące cele społeczne z ekonomicznymi czy też politycznymi.
Wraz z rozwojem polskiego sektora pozarządowego, skutkującym także jego stopniową „ekonomizacją” oraz rozwojem jego relacji z administracją publiczną, można zauważyć pewną ewolucję stanowisk w tej sprawie. Stało się jasne (na co teoretycy zachodni zwracali uwagę już na początku lat dziewięćdziesiątych dwudziestego wieku), że we współczesnych systemach demokratycznych nakreślenie wyraźnej linii demarkacyjnej oddzielającej to co obywatelskie i „polityczne”, „ekonomiczne” czy „prywatne” jest niezwykle trudne, jeśli nie niemożliwe do przeprowadzenia.
Wraz z rozpowszechnianiem się tego poglądu powraca zainteresowanie inicjatywami społecznymi, które sytuowały się dotąd na marginesie dyskusji nad społeczeństwem obywatelskim, choć mają w Polsce długą i bogatą tradycję. Powraca zainteresowanie działaniami zbiorowymi lub instytucjami, które łączą cele społeczne z funkcjami ekonomicznymi i/lub politycznymi (takimi jak organizacje samorządu gospodarczego, przedsięwzięcia ekonomii społecznej, samorządy lokalne).

## Przejawy społeczeństwa obywatelskiego
Przykładowymi przejawami społeczeństwa obywatelskiego są:
- aktywność obywatelska
- organizacje pozarządowe
- samorządność
- wolontariat
- współpraca dla dobra wspólnoty
- trwały i zrównoważony rozwój